# Giluwea
Giluwea là một chi ruồi trong họ Syrphidae.